# Drew Holland
Drew Holland (Berkeley, 11 de abril de 1995) é um jogador de polo aquático estadunidense.

## Carreira
Drew Holland formou-se na Universidade de Stanford e jogou pelo time esportivo. Em 2024 o goleiro atuou como profissional na Grécia.
Holland jogou na seleção nacional desde 2017. Na Copa do Mundo de 2017, foi segundo goleiro atrás de McQuin Baron. A seleção dos EUA terminou em 13º. Dois anos depois, a equipe ficou em nono lugar na Copa do Mundo de 2019. Nos Jogos Olímpicos de 2021 em Tóquio, Drew Holland foi o segundo goleiro atrás de Alex Wolf. A seleção dos Estados Unidos perdeu por 8–12 para os espanhóis nas quartas de final e terminou em sexto lugar.
Em 2022, Holland era o segundo goleiro atrás de Adrian Weinberg. Um sexto lugar no Campeonato Mundial de 2022 foi seguido por um sétimo lugar no Campeonato Mundial de 2023. A seleção norte-americana venceu à frente dos brasileiros nos Jogos Pan-Americanos de 2023. Em 2024, a seleção dos EUA alcançou apenas o nono lugar na Copa do Mundo de 2024. Nos Jogos Olímpicos de Verão de 2024, em Paris, conquistou a medalha de bronze no torneio masculino do polo aquático, após vencer confronto contra a equipe húngara por 11–8 na disputa pelo terceiro lugar.